# Campeonato Maranhense de Futebol de 1956
O Campeonato Maranhense de Futebol de 1956 foi a 35º edição da divisão principal do campeonato estadual do Maranhão. O campeão foi o Sampaio Corrêa que conquistou seu 7º título na história da competição. O artilheiro do campeonato foi Henrique, jogador do Sampaio Corrêa, com 7 gols marcados.

## Premiação
| Campeonato Maranhense de 1956      |
| São Luís                           |
| ---------------------------------- |
| Sampaio Corrêa Campeão (7º título) |